# Billy Ohlsson
Pour les articles homonymes, voir Ohlsson.
Billy Ohlsson, né le 13 janvier 1954 à Stockholm, est un footballeur puis entraîneur suédois reconverti comme commentateur sportif. Il évolue au poste d'attaquant du début des années 1970 à la fin des années 1980.
Formé au Hammarby IF, il fait l'essentiel de sa carrière au sein de ce club. Il compte six sélections pour deux buts inscrits en équipe nationale.
Reconverti entraîneur, il dirige principalement le Syrianska SK à trois reprises. Il exerce par la suite comme commentateur au sein de la chaine de télévision TV4.
Son frère, Kenta Ohlsson, est également footballeur au Hammarby IF.

## Biographie
Billy Ohlsson début le football au Bagarmossens IS avant de rejoindre, à l'âge de 9 ans, le Hammarby IF où il joue à la fois au hockey sur glace et au football.
Il est considéré comme l'un des meilleurs joueurs de l'histoire du Hammarby IF. Il finit deux fois meilleur buteur du championnat suédois en 1980 et 1984.
Pompier dans le civil, il exerce également comme commentateur pour la chaîne suédoise TV4, poste qu'il occupe pendant dix-sept ans, jusqu'en 2016.

## Palmarès
Billy Ohlsson termine  avec le Hammarby IF, vice-champion de Suède en 1982. Il termine meilleur buteur du championnat en 1980 (19 buts) et 1984 (17 buts).
Il compte deux sélections pour un but inscrit avec l'équipe de Suède des moins de 23 ans et six sélections pour deux buts inscrits avec l'équipe nationale.